# Teatr Ćwiklińskiej i Fertnera

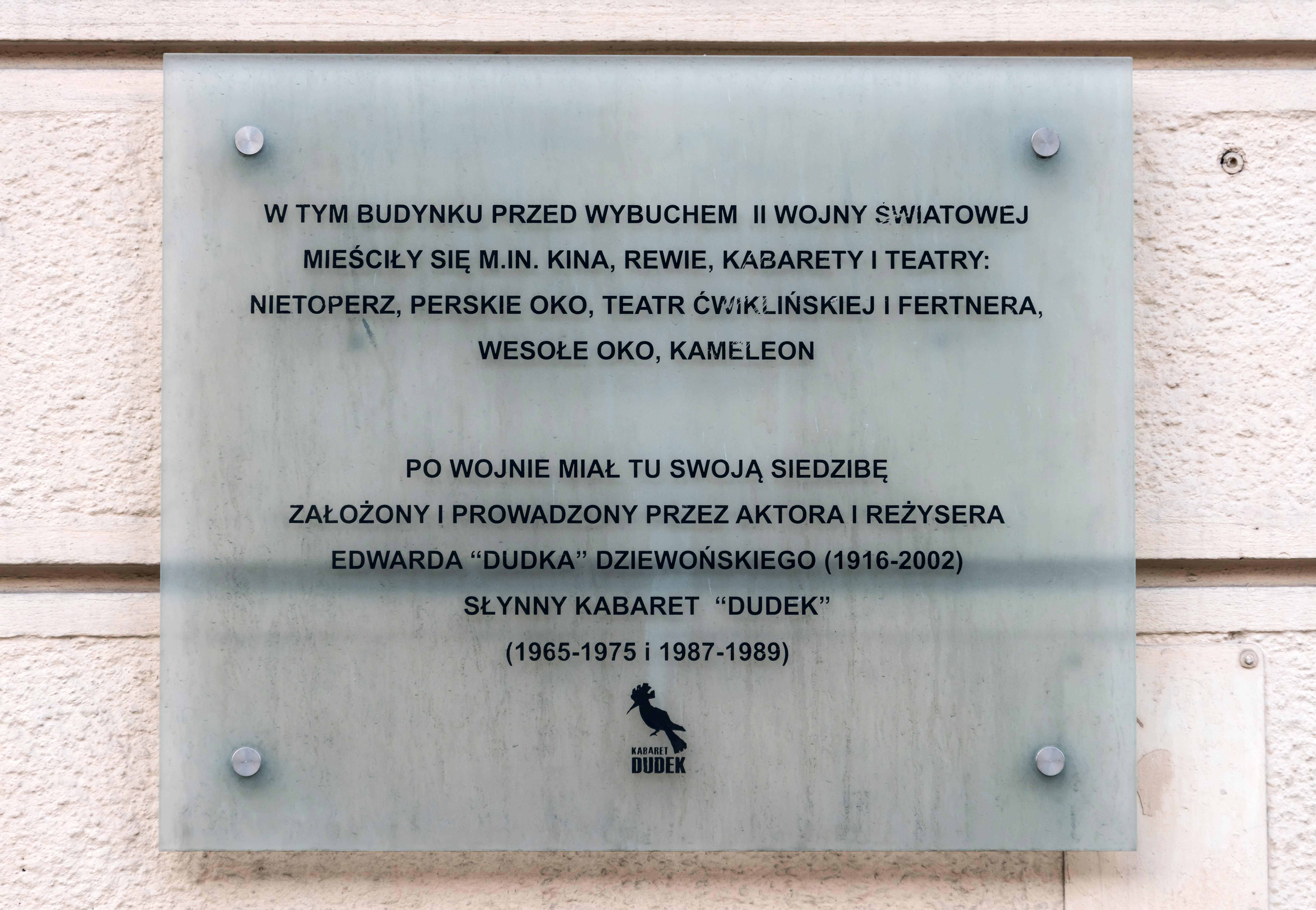
Tablica pamiątkowa na budynku przy ul. Nowy Świat 63

Teatr Ćwiklińskiej i Fertnera – nieistniejący prywatny teatr komedii i farsy w Warszawie.

## Historia
Założycielami teatru byli aktorzy Mieczysława Ćwiklińska i Antoni Fertner. Teatr działał od 19 września 1926 do 10 lipca 1927. Siedziba mieściła się na pierwszym piętrze budynku przy Nowym Świecie 63. Kierowali nim Jerzy Boczkowski i Seweryn Majde. Wystawiono w nim 12 premier. Reżyserowali Jan Janusz, Antoni Fertner i J.Pawłowski.